# Felix Öhrqvist
Felix Erik Elliot Öhrqvist, född 24 juli 2006 i Stockholm, är en svensk professionell ishockeyspelare som spelar för Linköping HC i SHL. Hans moderklubb är Bålsta HC och han spelade som ungdomishockey för både AIK och SDE HF innan han anslöt till Linköping HC inför säsongen 2022/23. Han gjorde seniordebut för klubben i SHL den efterföljande säsongen. Säsongen 2024/25 varvade han spel i SHL med spel för Almtuna IS i Hockeyallsvenskan.
2024 representerade han det svenska landslaget vid U18-VM i Finland.

## Karriär

### Klubblag
Öhrqvist påbörjade sin ishockeykarriär i moderklubben Bålsta HC och spelade också ungdomsishockey för AIK och SDE HF fram till och med säsongen 2021/22. 2021 spelade han TV-pucken för Stockholm Nord med vilka han vann turneringen. Inför säsongen 2022/23 anslöt han till Linköping HC:s juniorverksamhet. Under sin andra säsong i klubben blev han uttagen att spela två matcher i SHL för seniorlaget, dock utan att få någon istid. 
Öhrqvist gjorde sin riktiga SHL-debut den 7 oktober 2024 då han spelade drygt fem minuter i en 3–2-förlust mot Malmö Redhawks. Den 11 november samma år bekräftades det att han lånats ut till Almtuna IS i Hockeyallsvenskan, där han gjorde debut två dagar senare. I sin första match för klubben noterades han för tre assistpoäng. I slutet av december 2024 återvände han till Linköping för att drygt en månad senare vända tillbaka till Almtuna. Dessförinnan stod det klart den 13 december 2024 att Öhrqvist tecknat ett tvåårsavtal med Linköping HC. Den 29 januari 2025 noterades han för sitt första mål i Hockeyallsvenskan, på Jacob Crespin, i en 3–6-förlust mot Kalmar HC. I Almtuna noterades han för totalt 15 poäng, varav två mål, på 27 grundseriematcher. Almtuna misslyckades att ta sig till slutspel varpå Öhrqvist återvände till Linköping.

### Landslagskarriär
Öhrqvist blev uttagen till Sveriges trupp till U18-VM i Finland 2024. Laget vann endast en av fem matcher under ordinarie tid i gruppspelet och slutade på tredje plats i grupp B. I slutspelet slog man ut värdnationen i kvartsfinal med 2–1. Man föll sedan i semifinal mot Kanada med 5–4, men vann därefter bronset sedan man besegrat Slovakien med 4–0 i matchen om tredjepris.

## Statistik

### Klubblag
| 2023–24                  | Linköping HC             | SHL                      | 2  | 0 | 0  | 0  | 0  | — | — | — | — | — |
| 2024–25                  | Linköping HC             | SHL                      | 14 | 0 | 3  | 3  | 0  | — | — | — | — | — |
| 2024–25                  | Almtuna IS               | HA                       | 27 | 2 | 13 | 15 | 14 | — | — | — | — | — |
| Hockeyallsvenskan totalt | Hockeyallsvenskan totalt | Hockeyallsvenskan totalt | 27 | 2 | 13 | 15 | 14 | — | — | — | — | — |
| SHL totalt               | SHL totalt               | SHL totalt               | 16 | 0 | 3  | 3  | 0  | — | — | — | — | — |

### Internationellt
| År            | Lag           | Turnering     | Matcher | Mål | Assists | Poäng | Utv. |
| ------------- | ------------- | ------------- | ------- | --- | ------- | ----- | ---- |
| 2024          | Sverige       | U18-VM        | 6       | 1   | 1       | 2     | 10   |
| Junior totalt | Junior totalt | Junior totalt | 6       | 1   | 1       | 2     | 10   |